# San Martino di Venezze
San Martino di Venezze (velenceiül San Martin de Venese) település Olaszországban, Veneto régióban, Rovigo megyében. Lakosainak száma 3729 fő (2023. január 1.). San Martino di Venezze Adria, Anguillara Veneta, Pettorazza Grimani, Rovigo, Villadose és Cavarzere községekkel határos.

## Népesség
A település lakossága az elmúlt években az alábbi módon változott:
| Lakosok száma | 3920 | 3878 | 3729 |
|               | 2017 | 2018 | 2023 |